# 奥莱塔
奥莱塔（義大利語：Auletta），是意大利萨莱诺省的一个市镇。总面积35平方公里，人口2454人，人口密度70.1人/平方公里（2009年）。ISTAT代码为065012。